# 东方鸻
东方鸻（学名：Anarhynchus veredus），又名東方紅胸鴴，为鸻科鸻属的鸟类。在中国大陆，分布于内蒙古、辽宁、东部沿海、南至广东和广西、西至四川等地。该物种的模式产地在澳大利亚。
東方鴴與紅胸鴴有密切關係。牠在蒙古和中國部分地區繁殖，每年遷徙南下，在印度尼西亞、新幾內亞和澳大利亞北部度過非繁殖季節。

## 描述
繁殖羽的成年雄鳥：白色的臉部、喉嚨和前冠；灰棕色的後冠、後頸和背部；白色腹部，以窄的黑色帶分隔，接著是寬的栗色胸帶，與白色喉嚨相融合。雌鳥、幼鳥和非繁殖雄鳥：上體通常為灰棕色，腹部白色；臉部淺色，眼上有白色條紋。測量：長度21–25 公分；翼展46–53 公分；重量95公克。在彎嘴鴴屬（Anarhynchus）鴴中，這種鳥相對較大，腿和翅膀較長。

## 分佈與棲地
繁殖於蒙古、俄羅斯東部和滿洲；通過中國東部和東南亞遷徙到印度尼西亞和澳大利亞北部。 在新幾內亞罕見；偶爾四次流浪到紐西蘭和歐洲（芬蘭、挪威、瑞典和荷蘭）。東方鴴在乾燥的草原、沙漠、乾旱的草地和乾湖繁殖。牠的非繁殖棲地包括草地、鹽田和沿海地區。

## 食物
東方鴴主要以昆蟲為食。

## 繁殖
此鳥的繁殖行為未被充分研究，但牠在地面築巢。

## 保育
大約90%進行長途南遷的東方鴴在澳大利亞過冬，據估計該物種可能有160,000隻個體。由於分佈範圍廣且沒有顯著的種群數量下降跡象，IUCN評估該物種的保育狀況為無危。